# Mandarijndoornhaai
De mandarijndoornhaai (Cirrhigaleus barbifer) is een vis uit de familie van doornhaaien (Squalidae) en behoort derhalve tot de orde van doornhaaiachtigen (Squaliformes). De vis kan een lengte bereiken van 126 centimeter.

## Leefomgeving
De mandarijndoornhaai is een zoutwatervis. De vis prefereert diep water en leeft hoofdzakelijk in de Grote Oceaan op dieptes tussen 140 en 650 meter.

## Relatie tot de mens
De mandarijndoornhaai is voor de visserij van geen belang. In de hengelsport wordt er weinig op de vis gejaagd.